# Caledonia, New York
Caledonia är en ort i Livingston County i delstaten New York, USA.